# Distrikt Lincha

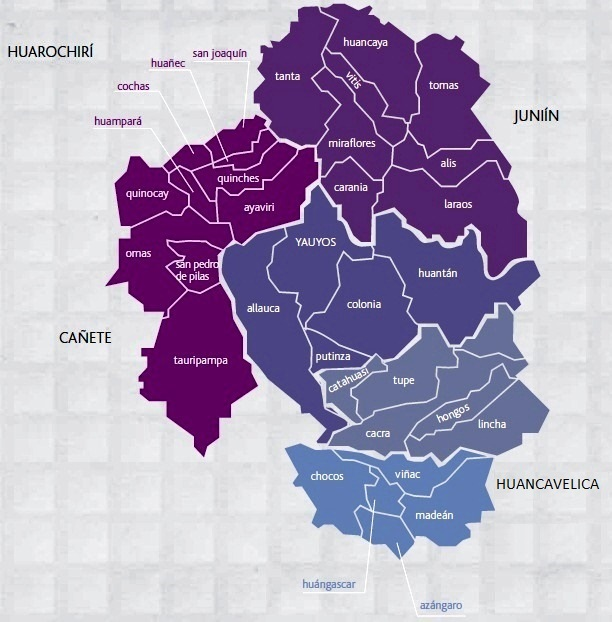
Karte der Provinz Yauyos

Der Distrikt Lincha liegt in der Provinz Yauyos in der Region Lima im zentralen Westen von Peru. Der Distrikt wurde am 7. Juli 1959 gegründet. Er besitzt eine Fläche von 218 km². Beim Zensus 2017 wurden 502 Einwohner gezählt. Im Jahr 1993 lag die Einwohnerzahl bei 498, im Jahr 2007 bei 771. Sitz der Distriktverwaltung ist die 3458 m hoch gelegene Ortschaft Lincha mit 151 Einwohnern (Stand 2017). Lincha befindet sich 46 km südöstlich der Provinzhauptstadt Yauyos.

## Geographische Lage
Der Distrikt Lincha befindet sich in der peruanischen Westkordillere im Südosten der Provinz Yauyos. Die Längsausdehnung in WSW-ONO-Richtung beträgt 31 km, die maximale Breite liegt bei etwa 11 km. Das Areal wird über den Río Lincha nach Westen entwässert. Im Osten reicht der Distrikt bis zur kontinentalen Wasserscheide.
Der Distrikt Lincha grenzt im äußersten Westen an den Distrikt Cacra, im Norden an den Distrikt Hongos, im Nordosten an den Distrikt Acobambilla (Provinz Huancavelica), im Südosten an den Distrikt Chupamarca (Provinz Castrovirreyna) sowie im westlichen Süden an den Distrikt Viñac.

## Ortschaften
Im Distrikt gibt es neben dem Hauptort folgende größere Ortschaften:
- Tana